# Lijst van residenten op Celebes
Dit is een lijst van residenten op Celebes ,tegenwoordig ook wel Sulawesi genoemd,tijdens de Nederlandse kolonisatie.
Nederlands-Indië werd tot 1942 ingedeeld in verscheidene residenties met aan het hoofd een resident. In onderstaande opsomming worden de verschillende residenties en hun residenten door de jaren heen genoemd. Sommige residenties zijn door de jaren heen verdwenen of juist ontstaan, dit zal bij de residentie worden vermeld. De ontslagdata kloppen niet helemaal, het duurde toen enige weken voordat er een nieuwe resident werd aangesteld. Met residenten die korter dan een jaar actief zijn geweest is geen rekening gehouden. Oost-Celebes hoorde bij de residentie Ternate in de Molukken en is daarom niet hier opgenomen.

## Noorder Districten
| resident van Noorder Districten | van  | tot  |
| ------------------------------- | ---- | ---- |
| J.F.T. Maijor                   | 1825 | 1826 |
| 1826 opgeheven                  |      |      |

## Boelekomba en Bonthain
| resident van Boelekomba en Bonthain        | van  | tot  |
| ------------------------------------------ | ---- | ---- |
| F.E. Hageman                               | 1819 | 1821 |
| H. Vetter                                  | 1821 | 1824 |
| F. Rambergé                                | 1824 | 1825 |
| J.D. Mesman                                | 1825 | 1826 |
| E.T. de Jong                               | 1826 | 1827 |
| 1827 gedegradeerd tot assistent-residentie |      |      |

## Saleyer
| resident van Saleyer                       | van  | tot  |
| ------------------------------------------ | ---- | ---- |
| G.W. Muller                                | 1819 | 1824 |
| J.C.G. Baron                               | 1824 | 1825 |
| F. Rambergé                                | 1825 | 1827 |
| 1827 gedegradeerd tot assistent-residentie |      |      |

## Zuider Districten
| resident van Zuider Districten             | van  | tot  |
| ------------------------------------------ | ---- | ---- |
| Banse                                      | 1823 | 1826 |
| J.Vermeer                                  | 1826 | 1827 |
| 1827 gedegradeerd tot assistent-residentie |      |      |

## Celebes en Onderhorige
| resident van Celebes en onderhorige | van             | tot               |
| ----------------------------------- | --------------- | ----------------- |
| Ch.H. ter Laag                      | 26 januari 1937 | 25 oktober 1941   |
| E.J. Burger                         | 25 oktober 1941 | Japanse bezetting |

## Menado
| vóór 1823 een assistent-residentie in de residentie Ternate | vóór 1823 een assistent-residentie in de residentie Ternate | vóór 1823 een assistent-residentie in de residentie Ternate |
| resident van Menado                                         | van                                                         | tot                                                         |
| ----------------------------------------------------------- | ----------------------------------------------------------- | ----------------------------------------------------------- |
| J. Wenzel                                                   | 1823                                                        | 1826                                                        |
| D.F.W. Pietermaat                                           | 1826                                                        | 1830                                                        |
| J.P.C. Cambier                                              | 1830                                                        | 1843                                                        |
| A.J. van Olpen                                              | 1843                                                        | 1848                                                        |
| R. Scherius                                                 | 1848                                                        | 1851                                                        |
| C.P. Brest van Kempen                                       | 1851                                                        | 1852                                                        |
| A.L. Andriesse                                              | 1852                                                        | 1853                                                        |
| A.J.F. Jansen                                               | 1853                                                        | 1859                                                        |
| C. Bosscher                                                 | 1859                                                        | 1861                                                        |
| C.J. Bosch                                                  | 1861                                                        | 1862                                                        |
| W.C. Hoppé                                                  | 1862                                                        | 14 november 1864                                            |
| Frederik Justus Herbert van Deinse                          | 14 november 1864                                            | 27 december 1871                                            |
| P. van der Crab                                             | 27 december 1871                                            | 13 maart 1875                                               |
| Samuel Corneille Jean Wilhelm van Musschenbroek             | 13 maart 1875                                               | 21 januari 1876                                             |
| A.H. Swaving                                                | 21 januari 1876                                             | 10 mei 1878                                                 |
| P.A. Matthes                                                | 10 mei 1878                                                 | 29 december 1881                                            |
| F.L. Wattendorff                                            | 29 december 1881                                            | 6 mei 1883                                                  |
| Owen Mauritz de Munnick                                     | 6 mei 1883                                                  | 15 januari 1885                                             |
| J.C.W.D.A. van der wijck                                    | 15 januari 1885                                             | 22 februari 1889                                            |
| M.C.E. Stakman                                              | 22 februari 1889                                            | 4 november 1892                                             |
| E.J. Jellesma                                               | 4 november 1892                                             | 3 mei 1903                                                  |
| S.J.M. van Geuns                                            | 3 mei 1903                                                  | 19 augustus 1906                                            |
| Jacobus van Hengel                                          | 19 augustus 1906                                            | 15 juli 1910                                                |
| Philippe Jules van Marle                                    | 15 juli 1910                                                | 12 januari 1915                                             |
| W.F.J. Kroon                                                | 12 januari 1915                                             |                                                             |
| 1919 ontbreekt                                              |                                                             |                                                             |
| Fredrik Hendrik Willem Johan Rijken Logeman                 | 15 september 1919                                           | 20 november 1922                                            |
| Jan Tideman                                                 | 20 november 1922                                            | 25 februari 1926                                            |
| Harko Johannes Schmidt                                      | 25 februari 1926                                            | 31 maart 1930                                               |
| Anthonius Philippus van Aken                                | 31 maart 1930                                               | 30 juli 1932                                                |
| Frans Herman Visman                                         | 30 juli 1932                                                | 25 juli 1935                                                |
| Jan Jongejans                                               | 25 juli 1935                                                | 30 januari 1936                                             |
| Marcus van Rhijn                                            | 30 januari 1936                                             | 31 mei 1941                                                 |
| F.Ch.H. Hirschmann                                          | 31 mei 1941                                                 | Japanse bezetting                                           |